# Apsilochorema natibhinnam
Apsilochorema natibhinnam is een schietmot uit de
familie Hydrobiosidae. De soort komt voor in het Oriëntaals gebied.